# Maurice Auzel
Maurice Auzel est un acteur français, ancien champion de France de boxe anglaise, né le 26 octobre 1932 à Paris (20e), ville où il est mort dans le 19e arrondissement, le 18 novembre 1995.

## Biographie
Boxeur professionnel de 1954 à 1964, Maurice Auzel a été champion de France des poids welters en 1963-1964 pour l'Avia Club Boxe d'Issy-les-Moulineaux. Partenaire d'entraînement de Jean-Paul Belmondo, il abandonne la boxe en 1964 et devient la doublure lumière de l'acteur. 

## Filmographie

### Cinéma
- 1961 : Un nommé La Rocca
- 1962 : Les Petits Matins
- 1963 : L'Aîné des Ferchaux
- 1963 : Peau de banane
- 1964 : La Chasse à l'homme : Le barman
- 1964 : Week-end à Zuydcoote : Le soldat dans l'abri
- 1965 : Compartiment tueurs : Un inspecteur au café
- 1966 : Du rififi à Paname : Un truand
- 1966 : Objectif 500 millions
- 1966 : Tendre Voyou : Un chauffeur de taxi
- 1967 : Le Voleur : Marcel
- 1968 : Le Pacha : Un homme de la bande à Émile
- 1968 : Vivre la nuit : Un homme de main
- 1968 : Ho ! : Un convoyeur
- 1969 : Le Clan des Siciliens : Un policier dans l'avion
- 1969 : Appelez-moi Mathilde : Un fermier
- 1970 : Borsalino : Un videur
- 1970 : Le Voyou
- 1971 : Max et les Ferrailleurs : Antoine 'Tony' Chantoiseau
- 1972 : Elle cause plus... elle flingue
- 1973 : Le Complot
- 1973 : Le Magnifique : Mécanicien aéroport
- 1974 : Vincent, François, Paul… et les autres : Simon
- 1974 : Borsalino and Co. : Un policier
- 1975 : Peur sur la ville : Un inspecteur
- 1975 : L'Incorrigible : Polo
- 1976 : L'Alpagueur : Le routier Gros Bras
- 1976 : Le Corps de mon ennemi : Le projectionniste
- 1977 : L'Animal de Claude Zidi : Le Concierge au Téléphone
- 1978 : One, Two, Two : 122, rue de Provence
- 1979 : Flic ou Voyou : Un flic
- 1980 : Le Guignolo : Le Franchouillard
- 1980 : Le Coup du parapluie : Gendarme
- 1981 : Le Professionnel : Un flic
- 1982 : L'As des as
- 1983 : Le Marginal : Inspecteur Rosenberg
- 1984 : Les Morfalous : Borzik
- 1984 : Joyeuses Pâques : Le chauffeur de taxi myope
- 1987 : Le Solitaire : L'inspecteur OCRB
- 1988 : Quelques jours avec moi
- 1991 : Netchaïev est de retour
- 1992 : L'Inconnu dans la maison : (Non crédité) Le client dans le bistrot
- 1995 : Les Misérables : Le premier déménageur

### Télévision
- 1967 : Salle n° 8 de Robert Guez et Jean Dewever, épisode 28 : Gus Leriche, dit « Gugus »
- 1971 : Tang d'André Michel, épisode 9 : un faux violoniste
- 1977 : Minichronique de René Goscinny et Jean-Marie Coldefy, épisode Les Petites Lâchetés : le supporter